# Gijsbert van Bronkhorst-Batenburg

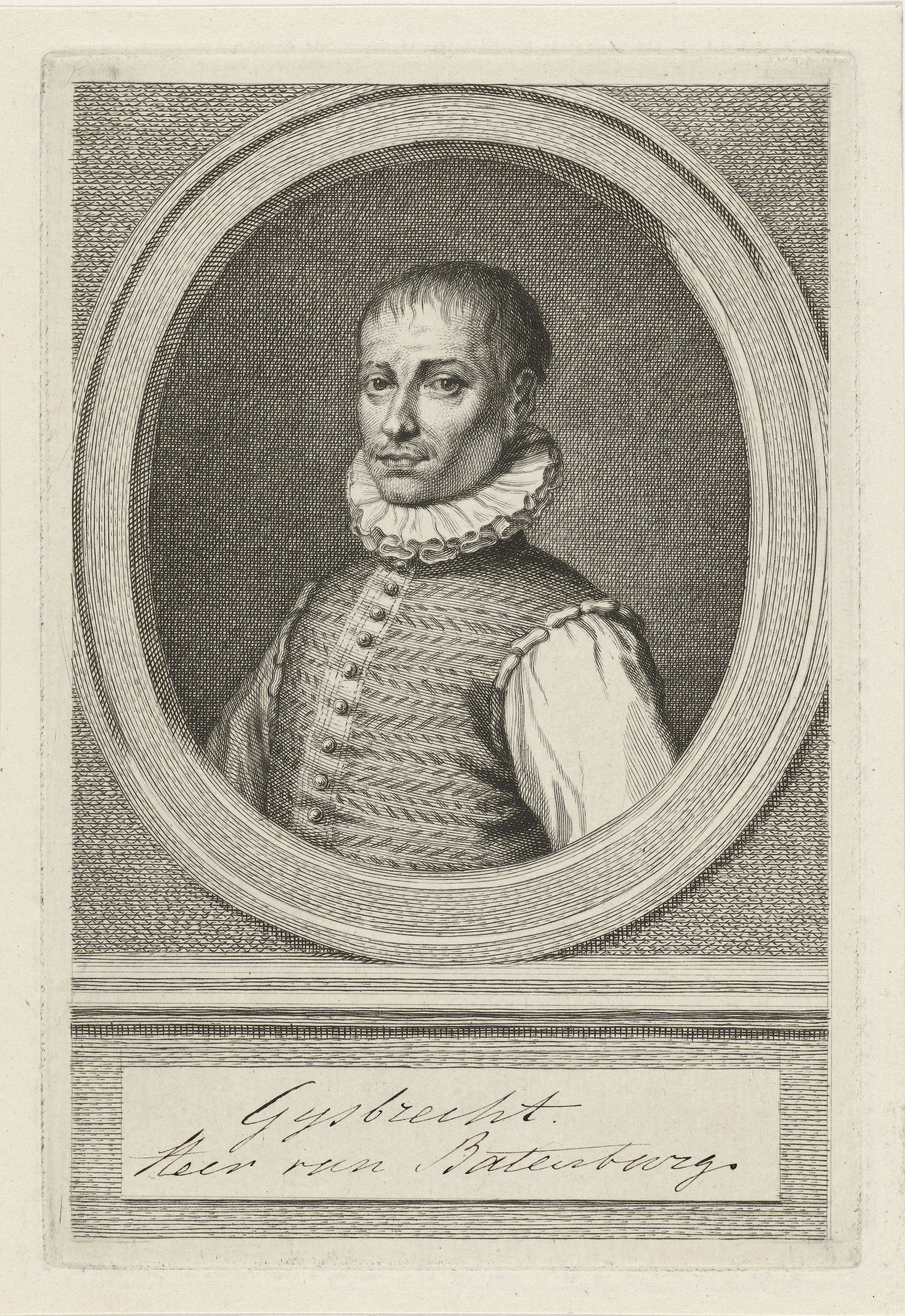
Portretgravure naar Hendrick Goltzius

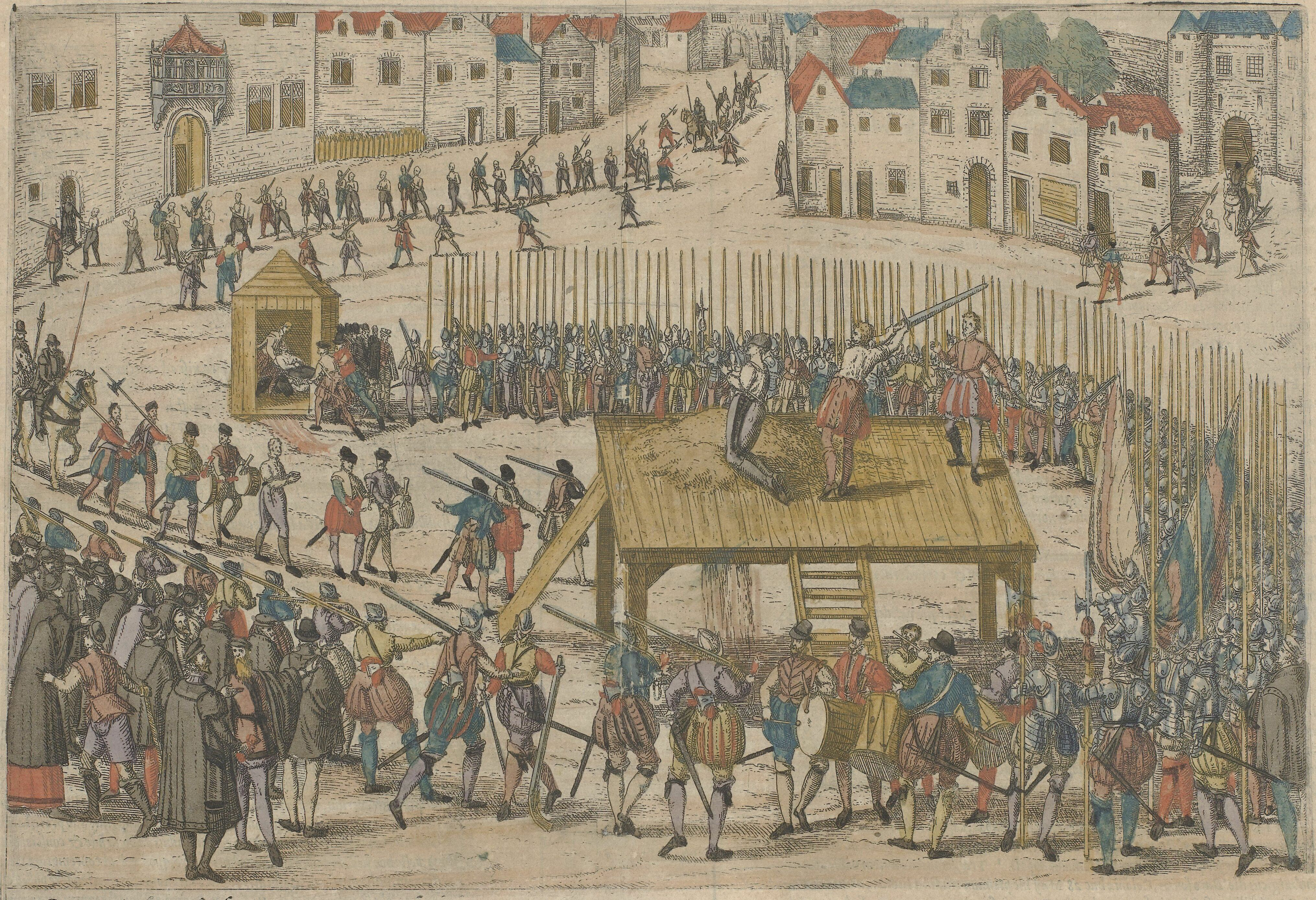
Onthoofding van Gijsbert en zeventien andere edelen op de Zavel in Brussel

Gijsbert van Batenburg (Batenburch) (? – Brussel, 1 juni 1568) was een edelman uit een oud Gelders geslacht. Zoals drie van zijn broers liet hij het leven in de Geuzenopstand. Hij werd met Dirk gevangen en onthoofd.

## Leven
Zijn ouders waren Herman van Bronkhorst († 1556) en Petronella van Praet († 1594). Op jonge
leeftijd werd hij page aan het hof van keizer Karel V in Brussel. Enkele jaren na de dood van hun vader in 1556 volgden de kinderen van Batenburg hun moeder in haar omarming van het calvinisme. Hun autonome heerlijkheden en gebieden buiten de Nederlanden hielpen daarbij. Ook sloten ze zich in 1566 aan bij het Eedverbond der Edelen en kozen ze voor de gewapende opstand. Als 22-jarige leidde Gijsbert de beeldenstormers die in Batenburg en Horssen beelden van hun sokkels haalden en openbaar verbrandden. Met zijn broer Willem probeerde hij Nijmegen calvinistisch en opstandig te maken.
De nederlaag in de Slag bij Oosterweel op 13 maart 1567 was een grote tegenslag voor de geuzen. Tien dagen later was Gijsbert bij zijn familie op het kasteel Stein, waar het testament van zijn vader werd voorgelezen. In de week erna verzamelde hij met zijn broer Dirk een legertje van een honderdtal getrouwen en huurlingen, vermoedelijk al met het idee om hun neef Hendrik van Brederode te hulp te komen, die Amsterdam van binnenuit in handen probeerde te krijgen. Via Roermond, Nijmegen en Vianen kwamen ze op 28 april bij de gesloten Regulierspoort. Ze eisten toegang en wilden Brederode spreken, maar die was de avond voordien vertrokken. Met hulp van hun Amsterdamse bondgenoten probeerden ze nog binnen te geraken langs de Haarlemmerpoort, maar de verdedigers doorzagen en beletten dit. 
Omdat stadhouder Megen op komst was met troepen, trok ze snel verder met hun geuzenleger. Op 1 mei kwamen ze in Hoorn, waar ze een beeldenstorm hielden in een opgeëist klooster. De broers gijzelden een schipper om zich te onttrekken aan de naderende Megen. Op de Zuiderzee kaapten ze koopvaarders, tot ze op 5 mei in een hinderlaag liepen, toen een gestrand schip dat ze wilden nemen regeringstroepen bleek te bevatten, geleid door Ernst Mulard. In ketens werden de broers naar Harlingen gevoerd. 
In plaats van direct te worden opgehangen, zoals anderen, werden Gijsbrecht en Dirk overgebracht naar het Kasteel van Vilvoorde. Ze zaten er een jaar opgesloten, terwijl hun familie keizer Maximiliaan II aanschreef. Die kwam effectief tussen in hun voordeel, maar Alva had er geen oren naar. Op 28 mei 1568 ondertekende hij hun doodvonnis. Als onderdeel van een groep van achttien gereformeerden werden ze op 1 juni op de Paardenmarkt van Brussel terechtgesteld. Ze behoorden tot de zeven geëxecuteerden die volhardden in hun geloof. De broers werden als eersten onthoofd, terwijl trommels hun laatste woorden overstemden. Hun hoofd werd op een staak geplaatst en hun romp ernaast geëxposeerd. Vanwege hun hoge status werden hun hoofden na vier uren weggehaald en werden ze begraven, zij het in ongewijde grond bij de leprozenkapel van Schaarbeek. Ze werden in geuzenliederen geëerd, o.a. in Een nieu liet en in de laatste strofen van het lied over Egmont en Horne.

## Voetnoten
1. ↑  Pieter Serrien, In opstand! Geuzen in de Lage Landen, 1565-1578, 2022, p. 169-170. ISBN 9789464103182
2. ↑  Pieter Serrien, In opstand! Geuzen in de Lage Landen, 1565-1578, 2022, p. 212-214. ISBN 9789464103182
3. ↑  Alexandre Henne en Alphonse Wauters, Histoire de la ville de Bruxelles, deel I, 1845, p. 416
4. ↑  E.T. Kuiper en P. Leendertz Jr. (eds.), Het Geuzenliedboek, Zutphen, W.J. Thieme & Cie, 1924, p. 43-44 en p. 62-66. Gearchiveerd op 2 december 2022.

- Gemeinsame Normdatei: 129681954
- Virtual International Authority File: 60168834